# 26 Brygada WOP
26 Brygada Wojsk Ochrony Pogranicza (26 BWOP) – brygada Wojsk Ochrony Pogranicza.

## Formowanie i zmiany organizacyjne
26 Brygada Wojsk Ochrony Pogranicza została sformowana podstawie rozkazu nr 043/org. Ministra Bezpieczeństwa Publicznego z 3 czerwca 1950, na bazie 15 Brygady Ochrony Pogranicza. Nowa numeracja batalionów i brygad weszła w życie z dniem 1 stycznia 1951. Dowództwo brygady stacjonowało w Przemyślu ul. Mickiewicza 44. W 1951, w związku z wymianą odcinków granicznych między Polską a ZSRR, przeniesiono 263 batalion WOP z Olszanicy do Ustrzyk Dolnych oraz strażnicę Hulskie z 264 batalionu Baligród do 263 batalionu Ustrzyki Dolne. Sformowano nowe GPK Krościenko (kolejowe) na granicy polsko-radzieckiej. W 1952, w związku z rozformowaniem 1 Brygady WOP w Krośnie nad Wisłokiem, odcinek i pododdziały przejęła 26 Brygada w Przemyślu. W miejscu postoju rozformowanej brygady sformowano 265 batalion WOP Krosno, któremu podporządkowano 7 strażnic. W 1953 w 263 batalionie WOP Ustrzyki Dolne utworzono dodatkowo jedną strażnicę. Zgodnie z etatem czasu „P” nr 352/24, na dzień 1 listopada 1954 brygada liczyła 2140 żołnierzy, a etat czasu „W” nr 0352/21 przewidywał 3018 żołnierzy. W 1956 z części sił i środków 26 Brygady WOP zorganizowano Samodzielną Grupę Manewrową WOP w Przemyślu, Samodzielny Oddział Zwiadu WOP w Przemyślu oraz 265 batalion WOP w Krośnie nad Wisłokiem. Dowództwo 26 Brygady WOP zostało dyslokowane do Nowego Sącza, gdzie podporządkowano mu 264 batalion WOP w Baligrodzie i nowo sformowany 265 batalion WOP w Krośnie nad Wisłokiem. Na podstawie rozkazu nr 07/Org. Mob. dowódcy WOP z 5 marca 1957 dotychczasowa 3 Brygada WOP w Krakowie została połączona z 26 Brygadą WOP w Nowym Sączu w jedną 3 Brygadę WOP w Nowym Sączu. Stan etatowy nowej brygady liczył 2301 wojskowych i 140 pracowników kontraktowych. Reorganizacja została przeprowadzona do 30 sierpnia 1957.

## Działania bojowe
15 maja 1951 obcy samolot dokonał zrzutu grupy nacjonalistów ukraińskich nad Lasami Sieniawskimi w powiecie Jarosław. Zarządzono przeszukanie terenu i poszukiwania. Po sześciu dniach trafiono na dywersantów. W czasie walki zabito trzech osobników i zdobyto ich wyposażenie.

## Struktura organizacyjna
W 1950:
- Dowództwo 26 Brygady WOP w Przemyślu
- 261 batalion WOP w Lubaczowie
- 262 batalion WOP w Przemyślu
- 263 batalion WOP w Olszanicy
- 264 batalion WOP w Baligrodzie
- pododdziały dowodzenia

## Dowódcy brygady
- płk Filip Kujun (do 24.07.1954)
- ppłk Robert Ładziński